# Stamen Grigorov
Pour les articles homonymes, voir Grigorov.
Stamen Gigov Grigorov (en bulgare : Стамен Гигов Григоров), né le 27 octobre 1878 à Studen Izvor et mort le 27 octobre 1945 à Sofia (Bulgarie), est un médecin et microbiologiste bulgare, renommé pour la découverte de la bactérie Lactobacillus bulgaricus qui est à l'origine de l'existence du yaourt.

## Biographie
Stamen Grigorov est né dans le village de Studen Izvor (qui signifie « source fraîche ») dans la province de Pernik en Bulgarie. Il termine ses études secondaires en sciences naturelles à Montpellier, en France et en sciences médicales à Genève, en Suisse. En 1905 à l'âge de 27 ans, il fait la découverte pour laquelle il est le mieux connu. Dans le laboratoire de microbiologie du professeur Léon Massol à Genève, il découvre qu'une certaine souche de bacille est la véritable responsable de l'existence du yaourt nature.
En reconnaissance, la souche est appelée par la communauté scientifique Lactobacillus bulgaricus ou bacille Massol.
Le caractère original du yaourt bulgare est qu'il ne peut être produit que dans la partie orientale de la péninsule balkanique. Dans d'autres conditions climatiques naturelles, les bactéries dégénèrent rapidement, perdent leurs capacités et meurent. Un professeur assistant d'ethnologie à l'université de Plovdiv affirme que « les Balkans sont l'un des nombreux endroits au monde qui possèdent les bactéries spécifiques et les plages de température nécessaires pour produire naturellement du yaourt ». Le mélange unique de bactéries originaires de Bulgarie ne peut pas être reproduit dans d'autres pays, de sorte que ceux qui veulent créer leur version du yaourt bulgare doivent constamment importer de nouvelles cultures de démarrage.
Outre la découverte de Lactobacillus bulgaricus, Grigorov contribue largement à la création d'un vaccin antituberculeux (le vaccin est le travail de recherche principal d'Albert Calmette et Camille Guérin à l'Institut Pasteur de Lille). Le 20 décembre 1906 à Paris, dans le numéro 104 de la revue médicale La Presse médicale, est publié son rapport scientifique « Le vaccin antituberculeux » qui informe la communauté scientifique des résultats de ses recherches sur l'application du champignon de la pénicilline pour le traitement de la tuberculose (il est important de préciser que le terme vaccin est en fait assez différent du traitement, c'est ce dont parle l'article). Après la publication, la communauté scientifique manifeste un vif intérêt pour le vaccin (traitement) de Grigorov. Grâce à ses expériences scientifiques in vitro et in vivo sur des animaux de laboratoire et plus tard sur des patients humains, Grigorov démontre clairement et décrit l'effet curatif des champignons de la pénicilline dans le traitement de la tuberculose.

## Postérité
En 2020, le jour du 142e anniversaire de sa naissance, Google publie un Doodle en son honneur.
Le glacier Grigorov (en) sur l'île Brabant dans l'archipel Palmer, en Antarctique, est nommé d'après Stamen Grigorov.